# Kimura (cráter)

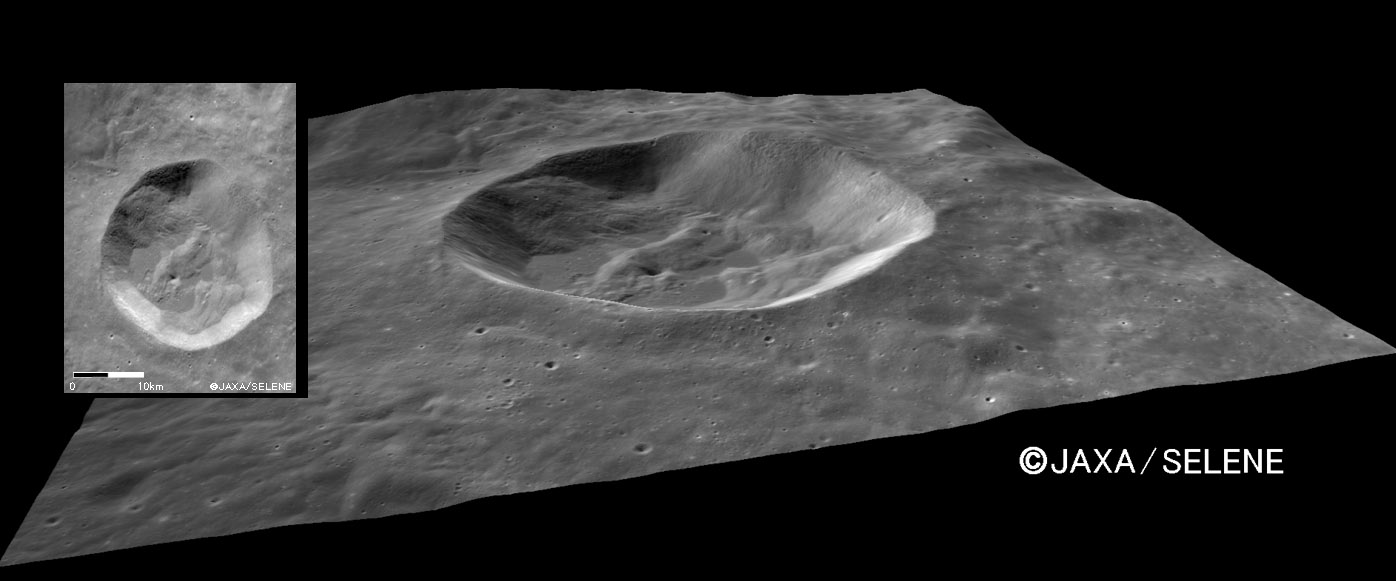
Imagen digitalizada en 3D del cráter Kimura

Kimura es un pequeño cráter de impacto que se encuentra en la cara oculta de la Luna, más allá del terminador sureste. Se localiza al oeste-noroeste del cráter Fechner, en el borde noreste de una cuenca sin nombre.
Se trata de un cráter relativamente reciente que no ha sido significativamente sometido a la erosión de impactos posteriores. El borde es afilado, y las paredes internas se inclinan hacia el fondo sin formar terrazas. El perímetro es aproximadamente circular, con los bordes noreste y suroeste ligeramente deformados. El suelo interior presenta un perímetro irregular, con algunos cráteres minúsculos en su contorno.
El nombre del cráter fue adoptado por la UAI en 1970.